# Davallia korthalsii
Davallia korthalsii là một loài dương xỉ trong họ Davalliaceae. Loài này được Kuhn mô tả khoa học đầu tiên năm 1869.
Danh pháp khoa học của loài này chưa được làm sáng tỏ. 